# Clan Macdonald of Clanranald
Der Clan Macdonald von Clanranald ist ein schottischer Clan und ein Zweig des Clan Donald, einem der größten schottischen Clans. Stammvater der Macdonalds of Clanranald ist Reginald, der vierte Enkel von Somerled. Die Macdonalds of Clanranald stammen von Reginalds älterem Sohn Allan und die Macdonells von Glengarry von seinem jüngeren Sohn Donald ab. Der Clan-Chief der Macdonalds von Clanranald wird traditionell als The Captain of Clanranald bezeichnet. Heute sind sowohl der Chief und der Clan vom Lord Lyon King of Arms und vom Heraldic Judge in Scotland anerkannt.

## Geschichte der  Macdonalds of Clanranald

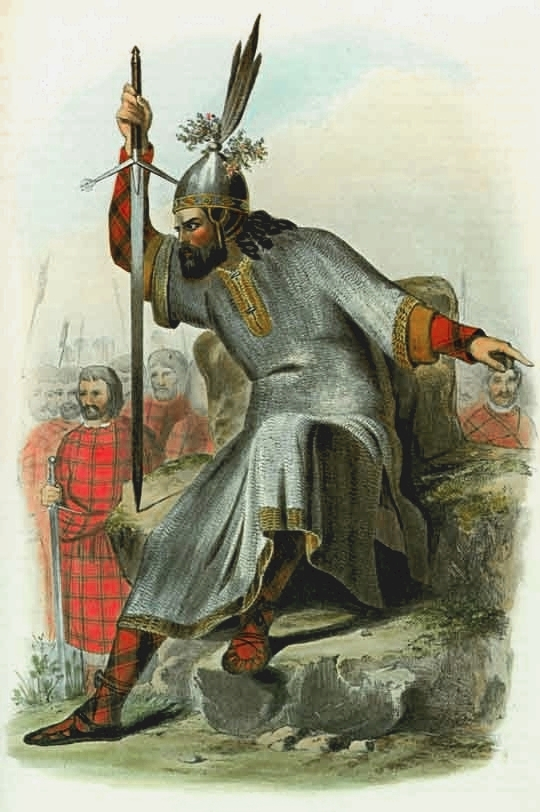
R. R. McIans romantisierte Darstellung eines Macdonald, Lord of the Isles (viktorianisches Zeitalter).

### Ursprünge
Der Clan der Macdonalds of Clanranald ist ein Zweig des Clan Donald, einem der größten schottischen Clans. Der Namensgeber des Clan Donald ist Donald, Sohn von Ranald, Sohn von Somerled. Somerled, Sohn von Gillebride war ein Stammesführer im 12. Jahrhundert. Er wurde als King of the Isles oder auch als King of Argyll bezeichnet, sowohl seine Herkunft als auch seine Abstammung liegen jedoch im Dunkeln. Die Macdonalds von Clanranald stammen von Donalds Sohn Angus Mor und von dessen Sohn, Angus Og ab. Angus Ogs Sohn John war der erste Lord of the Isles. In erster Ehe war John mit Amy Macruarie, Erbin des Clan Ruaidhri (gegründet von Ruaidhri, älterer Bruder von Donald, Begründer des Clan Donald) verheiratet. John ließ sich später von Amy scheiden und heiratete Margaret, eine Tochter von Robert II. Die Kinder aus erster Ehe Johns wurden in der Hauptnachfolge übergangen und der Titel des Chiefs of Clan Donald und die der späteren Lords of the Isles of Macdonalds auf die Nachkommen aus Johns zweiter Ehe übertragen. Die Macdonalds of Clanranald und die MacDonells of Glengarry stammen beide von John und Amies ältesten Sohn Reginald.

### 14. Jahrhundert

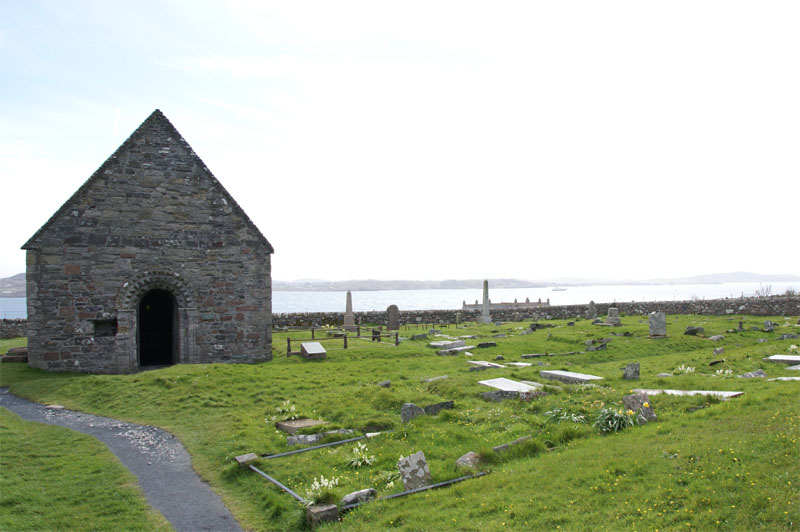
Relig Odhráin: St Oran’s Chapel mit Friedhof auf Iona. Die erste Grabstätte der Chiefs of Clanranald.

Reginald, 1. Clanranald, erlangte durch seine Mutter den Großteil der alten Ländereien vom Clan Ruaidhri. 1371 übertrug ihm sein Vater John weitere Ländereien auf dem Festland. Dies wurde im darauf folgenden Jahr durch Robert II. bestätigt. Die Ländereien bestanden aus den Gebieten auf Eigg, Rùm, Uist, Harris, drei Pennylands auf Sunart und Letterlochette, zwei Pennylands auf Ardgour, Pennylands in Hawlaste und 60 Merklande in Lochaber. Nach Johns Tod wurde Reginalds jüngerer Halbbruder Donald Lord of the Isles und Chief des Clan Donald. Reginald starb 1386 auf Tioram Castle und wurde in Relig Odhráin auf Iona begraben. Ihm folgte sein ältester Sohn Allan.  Reginalds Bruder Godfrey nahm die ehemaligen Ländereien des Clan Ruaidhri auf Uist und auf dem Festland in Besitz, Reginalds Söhne erhielten das Land in Lochaber.
Die Ära von Reginald bis zu seinem Urenkel Allan, Sohn von Roderick, liegt weitestgehend im Dunkeln der Geschichte des Clans. Aus den Jahren 1372 bis 1495 gibt es keine Urkunden der Familie und es ist unmöglich, die Besitzverhältnisse für bestimmte Gebiete genauer zu bestimmen. Das früheste Dokument, das etwas Licht in diese Ära bringt, ist eine Urkunde von Jakob V. an John Moidartach aus dem Jahre 1531. Sie besagt, dass folgende Ländereien seinem Großvater Allan, Sohn von Roderick und seinen Vorgängern übertragen wurden: 27 Merklande auf Moidart, 30 Merklande auf Arisaig, 21 Merklande auf Eigg, und 30 Merklande in Skirhough auf South Uist. Laut Angus und Archibald Macdonald, war dies wahrscheinlich ein kleiner Teil der ursprünglichen Ländereien, die der ältere Zweig der Ranalds seinen Nachkommen von Reginald bis hin zur Zeit Allans, 2.Clanranald, hinterlassen hatte.

### 15. Jahrhundert

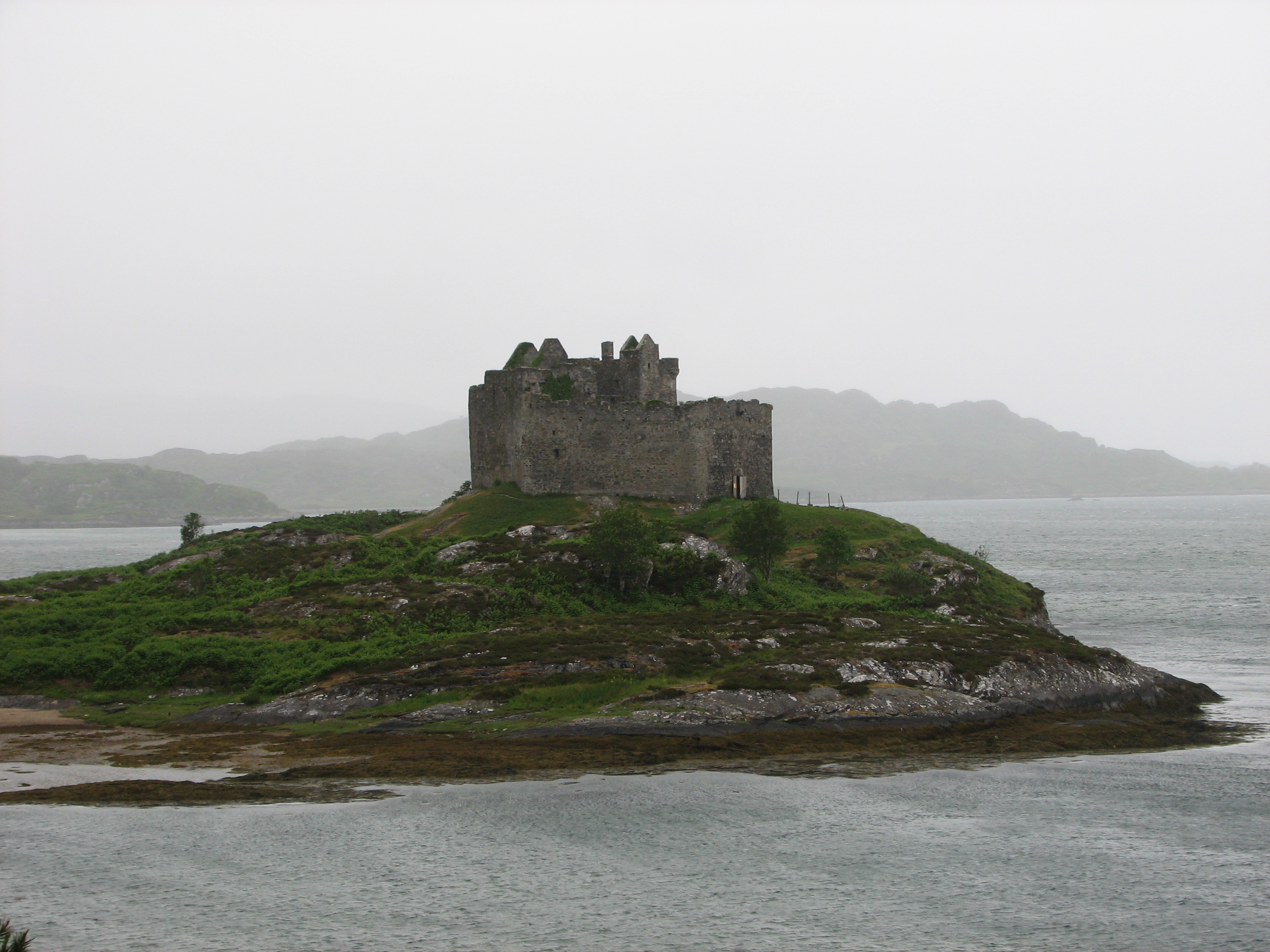
Tioram Castle ist der traditionelle Sitz des Clan MacDonald of Clanranald.

1427 berief König Jakob das Parlament und die Chiefs nach Inverness. Man ließ Alexander, Sohn von Godfrey (siehe oben) und John MacArthur (vom Clan Arthur) umgehend ergreifen und hinrichten. Allan scheint die Säuberung unter den Chiefs überlebt zu haben, weil sein Name in den Schriftrollen der Staatskasse des Jahres 1428 auftaucht. Dies ist der einzige Hinweis auf Allans Existenz. Obwohl sein Name in den Genealogien und Manuskripten zur Geschichte des Clans erscheint, ist sonst nichts über ihn aufgezeichnet. Folglich gibt es keinen Nachweis, ob er nach der Hinrichtung Alexanders in den Besitz der Ländereien seines Vaters gelangte. Da er jedoch im Besitz einer königlichen Urkunde war, ist es wahrscheinlich, dass er den Vorzug vor den anderen Anwärtern erhielt. Die Nachkommen von Godfrey verloren nach dem Tod Alexanders an Einfluss, behielten jedoch die Ländereien auf North Uist. Allan soll 1411 an der Schlacht von Harlaw teilgenommen haben, ebenso seine Brüder Donald und Dugald (der getötet wurde). Laut Macdonald und Macdonald starb Allan wahrscheinlich zwischen 1428 und 1430 auf Tioram Castle und wurde in Relig Odhráin begraben. Sein Nachfolger war sein ältester Sohn Roderick.
Roderick, 3. Clanranald unterstützte den Earl of Ross gegen die schottische Krone und zog mit ihm gegen Inverness. Die “History of Mackintoshes” besagt, dass Roderick eine Gruppe von Männern um sich sammelte, es heißt dort: „Sie waren daran gewöhnt von Raub zu leben, sie fielen über Inverness her, plünderten und verbrannten die Häuser“. Im Jahre 1431 kämpfte Roderick unter Donald Balloch gegen die königlichen Truppen bei Lochaber. 1455 hatte er Anteil an einem gescheiterten Überfall auf Sutherland. In “History of Clanranald” wird die Niederlage beschrieben, es heißt dort, dass durch das Engagement Rodericks die meisten seiner Männer gerettet wurden und er nach Tioram Castle zurückkehrte. Im Jahre 1469 überließ John MacDonald, Lord of the Isles seinem Bruder Hugh of Sleat ein Großteil der Ländereien, die ursprünglich zum Besitz von Ranald gehörten. 30 Merklande in Skirbough auf South Uist, 12 Merklande auf Benbecula und 60 Merklande auf North Uist. Auch scheint es so, dass Hugh of Sleat zusätzlich 24 Merklande auf Arisaig und 21 Merklande auf Eigg erhielt. Nach Rodericks Tod wurde seinen Nachkommen die umstrittenen Gebiete als Erbe hinterlassen. Roderick starb 1481, wurde in Relig Odhráin bestattet und sein ältester Sohn Allan wurde sein Nachfolger.
Allan, 4. Clanranald wird als einer der größten Chiefs des Clans angesehen. In der Schlacht von Bloody Bay kämpfte er auf der Seite von Angus, dem unehelichen Sohn von John MacDonald, Lord of the Isles. In der Schlacht, die zwischen Ardnamurchan und Tobermory stattfand, besiegte Angus seinen Vater. Nach Angus’ Tod unterstützt Allan Alexander of Lochalsh, der als der mutmaßliche Erbe des Titels des Lord of the Isles vorgesehen war. Allan unterstützte Alexander of Lochalsh auch bei der Schlacht von Blar Na Pairce etwa 1488 gegen die Mackenzies. 1491 startete Alexander eine Revolte und verbündete sich mit seinen Verwandten, den MacDonalds of Keppoch, den Camerons und den Macdonalds of Clanranald. Von Lochaber marschierten sie über Badenoch, verstärkt durch Mitglieder des Clan Chattan und der Rose of Kilravock, mit der Absicht die Ländereien des Earls of Huntly zu erobern. Von Badenoch marschierten die Rebellen in Richtung Inverness, um es zu besetzen und um sich dort zu verschanzen. Die Ländereien von Alexander Urquhart of Cromarty, der sich dem Earl of Ross widersetzt hatte, wurden überfallen und der größte Teil der Beute fiel in die Hände der Macdonalds of Clanranald. Die Beute des Clans wurde wie folgt beziffert: 600 Kühe und Rinder, 80 Pferde, 1000 Schafe, 200 Schweine. Im darauf folgenden Jahr wurde dem Clan von der Regierung befohlen, Urquhart und seine Pächter für den Verlust durch die Rebellion nachhaltig zu entschädigen. Es ist nicht überliefert, ob dieser Befehl jemals befolgt wurde. Als Jakob IV. nach dem Sturz der Lords of the Isles die Highlands zum ersten Mal besuchte, war Allan einer der wenigen Clan Chiefs die ihm ihre Ehrerbietung erbrachten. Während der Regierungszeit Allans als Chief entstand ein Streit zwischen ihm, John Cathanach und Macián of Ardnamurchan, über die Ländereien von Sunart. Die Regierung ordnete an, dass die Ländereien von den derzeitigen Pächter unterhalten werden sollten, bis der Streit zwischen den Chiefs und des Königs Beratern beigelegt wurde. Sehr bald danach erhob sich Alexander of Lochalsh wieder zu einer Revolte. Allan weigerte sich jedoch dieses Mal beizutreten, obwohl er von Lochalsh’ Feind Mackenzie of Kintail bedrängt wurde. Weiteres ist aus der Zeit Allans als Chief nicht bekannt. Er starb wahrscheinlich im Jahre 1505 in Blair Atholl. Die Nachfolge trat sein Sohn Ranald Bane an.

### 16. Jahrhundert

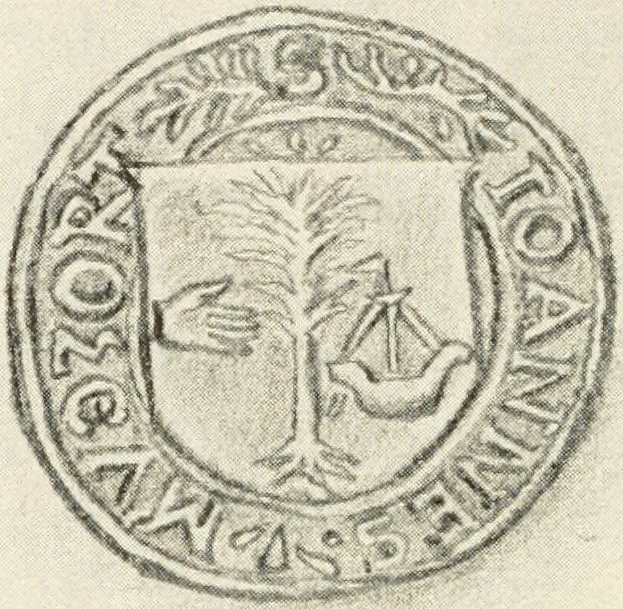
Das Siegel von John Moidartach (von 1572).

Ranald Bane wurde, wie sein Vater in Anwesenheit des Königs wegen eines nicht bekannten Verbrechens verurteilt und hingerichtet. Er starb 1509 in Perth, sein Nachfolger war Dougall. Auf Grund seiner Grausamkeiten gegenüber seinem eigenen Clanvolk wurde Dougall im Jahre 1520 von Mitgliedern seines Clans ermordet und seine Söhne wurden aus der Nachfolge als Clan-Chief ausgeschlossen. Nach seinem Tod übernahm sein Onkel Alexander, Sohn von Allan, dem 4. Clanranald die Führung des Clans. Alexander, 7. Clanranald führte den Clan bis zu seinem Tod irgendwann vor 1530. Nach dem Ausschluss von Dougalls Erben nahm Ranald Gallda, Sohn von Allan, dem 4. Clanranald, als nächster männlicher Erbe die Position des Chiefs ein.
John Moidartach, 8. Clanranald, erhielt nach dem Tod seines Vaters Moidart, Arisaig und Tioram Castle. Im Jahre 1540 wurde er auf Befehl von König Jakob V. festgenommen und ins Gefängnis gesteckt. Lord Lovat und die Frasers unterstützen Ranald Gallda. Die Urkunden, die John zuvor erhalten hatte, wurden widerrufen und Ranald Gallda als Erbe seines Vaters Allan anerkannt. Als John Moidartach schließlich aus dem Gefängnis entlassen wurde, war Ranald Gallda gezwungen, vom Besitz der Clanranalds zu fliehen und fand Zuflucht bei Lord Lovat. Die Macdonalds von Clanranald gingen dann in die Offensive und überfielen unterstützt durch die MacDonalds of Keppoch und den Clan Cameron die Ländereien der Frasers. Sie überrannten Lovats Ländereien von Stratherrick und Abertarf und die Ländereien der Grants von Urquhart und Glenmoriston und eroberten Urquhart Castle. Die ganze Gegend wurde geplündert und die Eindringlinge planten die neugewonnenen Gebiete dauerhaft zu besetzen. Sie waren jedoch gezwungen, mit der Ankunft des Earl of Huntly, von Lord Lovat, den Grants und Ranald Gallda den Rückzug anzutreten. John Moidartach und seine Anhänger flohen. Ranald Gallda besetzte wiederum Moidart. John Moidartachs Anhänger wurden durch Huntly und seinen Verbündeten in der Nähe von Kinlochlochy eingeholt und es kam am 15. Juli 1544 zur Battle of the Shirts („Schlacht der Hemden“). Lovat, Ranald Gallda und fast all ihre Gefolgsleute wurden getötet. Im Ergebnis konnte John Moidartach sich in seiner Position als Chief halten. John Moidartach starb 1584 und wurde in Howmore, South Uist bestattet. Sein Nachfolger war sein ältester Sohn Allan.
Im Jahre 1588 geriet Allan, 9. Clanranald, mit Alexander Macdonald of Keppoch in Streit und tötete ihn. Allan wurde nie wegen des Mordes angeklagt und er erhielt nie eine Urkunde über die Ländereien durch die Krone, trotzdem herrschte er ungestört sein Leben lang. Allan heiratete eine Tochter von Alasdair Crotach. Er war ihr ein schlechter Ehemann und die Misshandlungen, die er ihr zufügte, waren die Ursache für heftige Fehden zwischen den Macdonalds of Clanranald und den Macleods. Allan starb 1593 und wurde auf St Finan’s Isle begraben. Sein ältester überlebender Sohn Angus war sein Nachfolger. Angus, 10. Clanranald wurde, kurz nachdem er Chief geworden war, getötet und es folgte ihm sein Bruder, Donald.
Donald, 11. Clanranald heiratete die Tochter von Angus Macdonald of Dunnyveg and the Glens. Der Clan seines Schwiegervaters befand sich mit den Macleans of Duart und ihrem Chief Lachlan Mor Maclean of Duart im Krieg. Die Macdonalds of Clanranald hätten eine solche Allianz Jahre zuvor sehr begrüßt, als Lachlan Mor mit seinem Clan und hundert Söldnern der spanischen Armada die Inseln Rùm und Eigg verwüsteten. Die beiden Macdonald-Chiefs überfielen Coll, Mull und Tiree und verwüsteten die Inseln und Donald kehrte mit Schiffen voller Beute nach Tioram Castle zurück. Lachlan Mor war zunächst nicht in der Lage, sich zu rächen, aber seine Zeit sollte bald kommen. Im Sommer 1594 segelten Donald Gorm Mor Macdonald of Sleat und Ruariri Mor Macleod of Harris and Dunvegan jeweils an der Spitze von fünfhundert Mann auf Seiten Ulsters. Ihre Absicht war es Hugh O’Donnell zu unterstützen, der Enniskillen Castle belagerte. 1595 wurde ein weiterer Vorstoß zu den Hebriden zur Unterstützung der irischen Rebellen gegen Elisabeth I. gewagt. Donald Gorm Mor of Sleat führte viertausend Männer an und segelte nach Ulster mit einer Flotte von fünfzig Galeeren und siebzig Versorgungsschiffen. Die Flotte kam jedoch vom Kurs ab und wurde vor Rathlin Island von drei englischen Fregatten angegriffen. Dreizehn Macdonald-Galeeren sanken und weitere zwölf oder dreizehn wurden vor Copeland Island am Eingang zum Belfast Lough zerstört oder gekapert. Im selben Jahr, als Teil dieses Vorstoßes, segelten Donald und John Og MacIain of Ardnamurchan für Ulster an der Spitze von zweitausend Mann. Die Flotte suchte in der Nacht wahrscheinlich im Sound of Mull, vielleicht aber auch vor Calve Island nahe Tobermory Schutz. Lachlan Mor startete einen Überraschungsangriff mit 1200 Mann gegen die Macdonalds und tötete während der Schlacht 350 von ihnen. Donald und einige andere Macdonald-Chiefs wurden durch die Macleans gefangen genommen.
Im Jahr 1601 verbündeten sich die Macdonalds of Clanranald und die MacDonnels of Glengarry in der andauernden Fehde gegen die Mackenzies of Kintail und verwüsteten und verheerten die Gegend um Kintail. Während die Streitmacht der Macdonalds in Kintail kämpfte, brodelte es in South Uist, als Murdoch MacNeil of Barra die Ländereien in Boisdale, unter dem Vorwand, dass sie dem MacNeils of Barra gehören, in Besitz genommen hatte. Donald führte seine Streitmacht nach South Uist, bekämpfte die MacNeils bei North Boisdale und tötete die meisten von ihnen. Die überlebenden MacNeils flohen auf die abgelegene Insel Barra, wo Murdoch schließlich durch die Macdonalds von Clanranald erschlagen wurde. Wie andere Highland-Chiefs hatte sich Donald bei der schottischen Krone und anderen Chiefs hoch verschuldet. Er hatte sich zusammen mit den anderen Chiefs mit den Vertretern des Königs auf Mull auf Abgaben an den König geeinigt und unterwarf sich somit der schottischen Krone.  Donald wurde 1617 in Holyrood von Jakob VI. in den Ritterstand erhoben. Er starb 1618 auf Tioram Castle und sein Sohn John wurde sein Nachfolger.

### 17. Jahrhundert
John, 12. Clanranald, nahm 1645 an der Schlacht von Inverlochy teil, in der der Marquess of Montrose gegen Alasdair MacColla, Sohn von Colla Ciotach kämpfte. Als er kurze Zeit später zu seinen Ländereien zurückkehrte, um mehr Männer zu mobilisieren, stellte er fest, dass die Garnison auf Mingarry durch den Duke of Argyll angegriffen wurde. Er besiegte Argyll und eroberte die Garnison zurück. Die Macdonalds of Clanranald verwüsteten anschließend ganz Sunart und Ardnamurchan. John starb 1670 auf Eriska, South Uist und wurde in Howmore bestattet. Sein Nachfolger war sein einziger Sohn Donald.
Donald, 13. Clanranald, lebte die meiste Zeit auf Tioram Castle, das durch ihn aufwändig instand gesetzt wurde. Er starb 1686 in Canna und wurde in Howmore beerdigt. Nachfolger wurde sein ältester lebender Sohn Allan. Allan, 14. Clanranald, erhielt eine Ausbildung in Inverness und durch  Universitätstutoren zu Hause. Seine Hauptresidenz Tioram Castle wurde durch William of Orange nach der Schlacht von Killiecrankie im Jahre 1689 erobert.

### 18. Jahrhundert

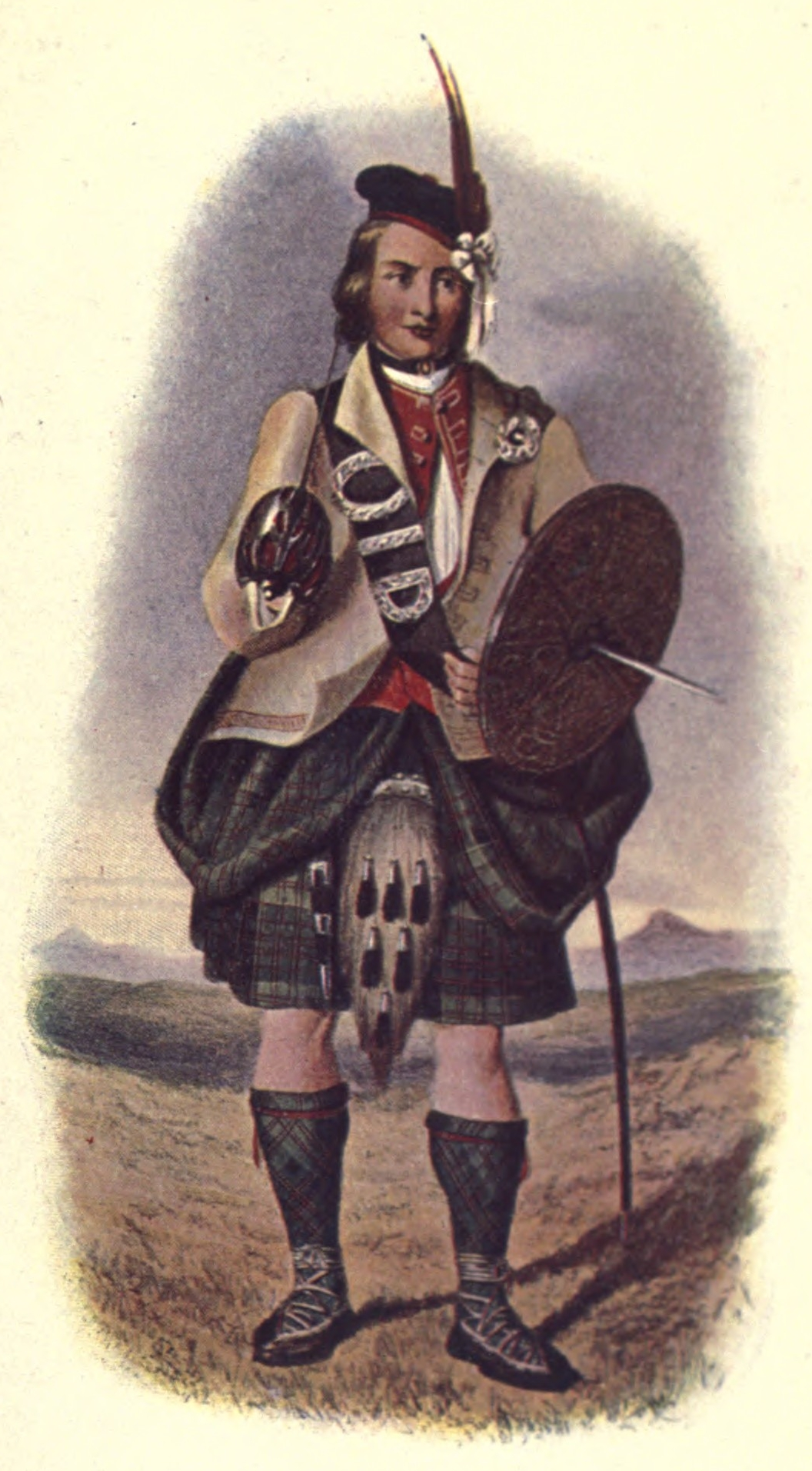
R. R. McIans romantisierte Darstellung eines Macdonald of Clanranald (viktorianisches Zeitalter).

Allan wurde in der Schlacht von Sheriffmuir im Jahre 1715 tödlich verwundet und starb am nächsten Tag auf Drummond Castle. Er wurde in Innerpeffray, der Ruhestätte der Familie Perth begraben. Ihm folgte sein Bruder Ranald. Ranald, 15. Clanranald, hat nie geheiratet und starb 1725 in Faubourg St. Germains und wurde in Paris bestattet. Sein Nachfolger war Donald Macdonald of Benbecula. Durch ihn wurden die Besitztümer der Clanranalds wieder aufgebaut. Donald, 16. Clanranald, starb 1730 und wurde in Cladh Mhuire, Nunton begraben. Nachfolger war sein ältester Sohn Ranald. Ranald, 17. Clanranald, wurde 1692 geboren. Er weigerte sich Charles Edward Stuart und die Jakobiten während der Rebellion von 1745 zu unterstützen, hinderte jedoch seinen ältesten Sohn und Erben Ranald nicht daran. Er starb 1766 in Nunton, wo er auch begraben wurde. Sein Nachfolger war sein ältester Sohn Ranald. Ranald, 18. Clanranald, wurde in Frankreich erzogen, wo er Bekanntschaft mit Charles Edward Stuart machte. Noch während sein Vater Chief des Clans war, stellte sich Ranald, zusammen mit Macdonald of Kinlochmoidart und dessen Bruder Macdonald of Glenaladale im Jahre 1745 auf die Seite von Charles Edward Stuart. Ranald versammelte 250 Clanmitglieder und weitere Clans in Glenfinnan um sich. Anschließend führte Ranald 500 Mann nach Dundee und rief dort am 8. September James Francis Edward Stuart zum König aus. Die Macdonalds of Clanranald nahmen an der Schlacht bei Prestonpans und der Schlacht von Falkirk teil. Das Clanranald-Regiment, das in der Schlacht von Culloden im April 1746 kämpfte, bestand aus 200 Männern und wurde von Alasdair Mac Mhaighstir Alasdair angeführt. Während der Schlacht befand sich das Regiment am äußersten linken Flügel der Jakobiterarmee, anstelle des von ihnen bevorzugten rechten Flügels. Legenden besagen, dass der Befehl am linken Flügel zu kämpfen als Beleidigung angesehen wurde und sie sich deshalb weigerten, zu kämpfen. Das Clanranald-Regiment wurde zwei Tage nach seiner Niederlage bei Culloden in Fort Augustus aufgelöst. Nach der Niederschlagung der Jakobitenrebellion, blieb Ranald einige Zeit in Frankreich, bevor er schließlich nach Schottland zurückkehrte. Er starb 1776 in Nunton, wo er auch begraben wurde. Sein Nachfolger war sein ältester Sohn John Moidartach. John Moidartach, 19. Clanranald, starb 1794 in Edinburgh und ist in Holyrood begraben. Ihm folgte sein ältester Sohn Ranald George.

### 19. Jahrhundert bis zur Gegenwart

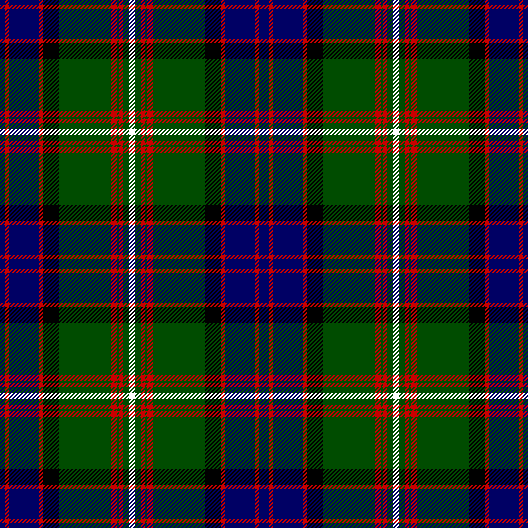
Clanranald Tartan

Ranald George, 20. Clanranald, wurde 1788 geboren. Von 1813 bis 1838 verkaufte er fast alle angestammten Clanranald-Ländereien für eine Gesamtsumme von über £ 213.211 und behielt am Ende nur das ruinöse Tioram Castle. Er starb 1874 in London und wurde auf dem Brompton Cemetery begraben. Nachfolger war sein Sohn Reginald John James George. Reginald John James George, 21. Clanranald, war Admiral der Royal Navy. Er starb 1899 in London und ihm folgte Allan Douglas. Allan Douglas, 22. Clanranald, wurde 1856 geboren und war Hauptmann der Royal Artillery. Sein Nachfolger war Angus Roderick. Die direkte Linie der Clanranald Chiefs erlosch im Jahre 1944 mit dem Tod von Angus Roderick, 23. Clanranald. Die Position des Chiefs wurde der Linie der Macdonalds of Boisdale, einem Zweig des Clans, übertragen.
Der aktuelle Chief ist Ranald Alexander Macdonald Clanranald, 24. Clanranald. Er wird als Chief und Captain of Clanranald bezeichnet und wurde als solcher vom Lord Lyon King of Arms im Jahre 1956 anerkannt. Der aktuelle Chief ist Mitglied des Standing Council of Scottish Chiefs und des High Council of Clan Donald.

### Auswirkungen der Highland Clearances

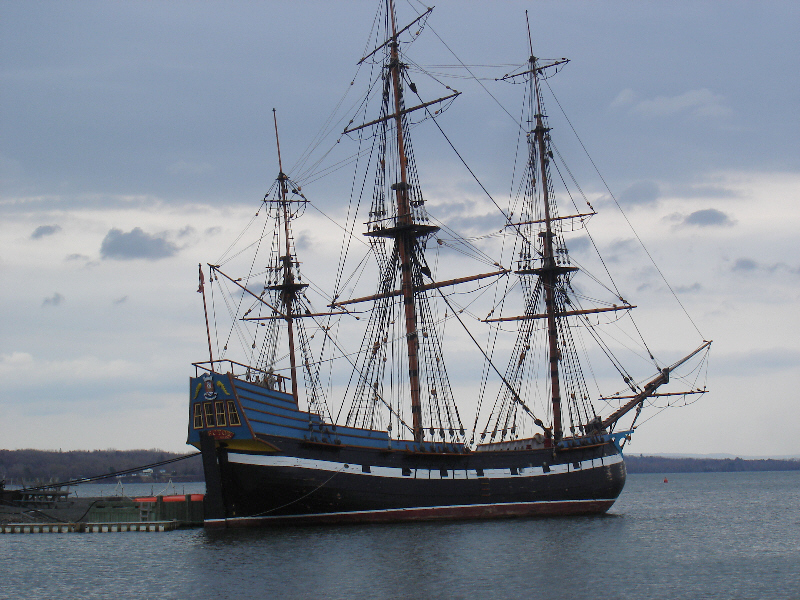
Die Hector brachte 1773 fast 200 verarmte schottische Siedler nach Nova Scotia. 1772 über 200 Menschen von South Uist zur Prince Edward Island, um der religiösen Verfolgung durch den Chief of Clan Macdonald of Clanranald zu entkommen.

Im 18. und 19. Jahrhundert litt die Gemeinschaft der Clanranalds, bestehend aus den  Mitgliedern des Clans und Familien aus den Clanranald Ländereien, schwer unter den Highland Clearances und unter der religiösen Verfolgung durch die Clanranald Chiefs. Im Jahr 1769 versuchte der Chief der Macdonalds of Clanranald seine Pächter von South Uist gewaltsam zum Presbyterianismus zu bekehren und drohte, sie von seinem Land zu vertreiben. Im Jahr 1772 emigrierten über 200 Katholiken vor allem von den Ländereien von South Uist, Barra, Eigg und dem Festland im westlichen Invernessshire zur Prince Edward Island. Die Einwanderer siedelten zunächst in Scotchfort auf der nordöstlichen Seite der Insel, unterstützt durch John MacDonald of Glenaladale und mit der Hilfe der römisch-katholischen Kirche Schottlands. Die Neuzuwanderer konnten jedoch nicht sofort der religiösen Verfolgung entkommen, als Katholiken wurde ihnen bis 1780 der Landbesitz verwehrt. Der erste Winter traf die Siedler schwer und ein Jahr später schrieb ein lokaler Priester, dass sie in „großem Elend“ lebten. 1790/1791 kam eine zweite Welle von Auswanderern aus South Uist, Barra, Moidart und Morar, um dort zu siedeln. Da sie erst sehr spät im Jahr ankamen, litten sie unter dem kommenden Winter. 1791, etwa zur selben Zeit, siedelten weitere 650 Emigranten von den Besitzungen der Clanranalds in Antigonish County auf Nova Scotia. 1801 und 1802 schlossen sich ihnen weitere hunderte römisch-katholische Siedler von den Western Isles an. Auf Prince Edward Island versuchte MacDonald of Glenaladale seine Rechte als Feudalherr durchzusetzen und die neuen Siedler sollten nur Pächter auf seinen Besitzungen sein. Allerdings zogen viele der Siedler von Scotchfort fort, suchten sich woanders Land und ließen sich dort nieder.

### Clanabzeichen und -titel

Standarte des aktuellen Clan Chiefs Ranald Alexander Macdonald of Clanranald

- Clan-Chief: Traditionell trägt der Chief den Titel The Captain of Clanranald. In den Highlands und im Gälischen lautet die Bezeichnung Mac Mhic Ailein.[41] Der derzeitige Clan-Chief ist Ranald Alexander Macdonald of Clanranald, er ist der 24. Chief und Captain of Clanranald.[33][42] Die Ahnentafel (gälisch Sloinneadh) lautet: Ragnhaill Alasdair mac Coinneach Alasdair mhic Tearlach ’ic Raibheart ’ic Raibheart ’ic Cailein ’ic Alasdair ’ic Domhnaill ’ic Ragnhaill Og ’ic Ragnhaill ’ic Ailein ’ic Iain Muideartach ’ic Alasdair ’ic Ailein ’ic Ruairidh ’ic Ailein ’ic Ragnhaill ’ic Eoin ’ic Aonghais Og ’ic Aonghais Mhor ’ic Domhnaill ’ic Ragnhaill ’ic Somhairle.[33]
- Chief-Wappen: Die Blasonierung des Wappens des derzeitigen Chiefs lautet: 1. Viertel: roter springender Löwe auf silbernen Grund; 2. Viertel: goldener Untergrund, eine rechte Hand hält ein Kleeblattkreuz, beides in Rot; 3. Viertel: goldener Untergrund, eine Lymphad (schottische Galeere) mit Ruderriemen in schwarz, darunter ein silberner Lachs auf grünem Grund; 4. Viertel: grüner Eichenbaum auf silbernen Grund, überdeckt von einem goldenen Adler mit ausgebreiteten Schwingen. Über dem Schild befindet sich eine blaue Mütze mit Hermelinpelz besetzt, darauf ein Helm mit einer goldenen und einer roten Schwinge. Darüber ein Helmwulst in silber und rot als Sitz für eine silberne Burg mit drei Türmen, aus dem mittleren Turm ragt ein angewinkelter geharnischter Arm ein Schwert haltend ebenfalls in Silber. Über dem Wappen befindet sich ein Banner mit dem Wahlspruch “my hope is constant in thee”. Auf dem Postament befinden sich die Worte “dh’ aindeoin co theireadhe e”, Schildhalter sind zwei Bären, deren Körper mit jeweils zwei Pfeilen durchbohrt sind.[33] Die Blasonierung der  Standarte des Chiefs ist lautet: Das Wappen der Macdonalds of Clanranald von einem silber rotem Band getragen, darauf ist das Burg Wappen im ersten und zweiten Postament dargestellt und im dritten befindet sich die Darstellung von zwei Zweigen Heidekraut. Zwischen den Postamenten sind zwei diagonale Bänder mit dem Wahlspruch “dh’ aindeòin cò theireadh e’” in roten Lettern auf silbernen Grund.[43] Der Wahlspruch dh’ aindeòin cò theireadh e stammt aus dem schottisch-gälischen und bedeutet sinngemäß „widersprechen, die es wagen“,[44]:162f und „trotz aller Gegensätze“.[45]
- Wappenplakette der Clanmitglieder: Die Wappenplakette, die von Clanmitgliedern getragen werden darf, trägt das Wappen des Chiefs und den Wahlspruch des Clans. Das Wappen: Burg mit drei Türmen, aus dem mittleren Turm ragt ein angewinkelter geharnischter Arm ein Schwert haltend in Silber. Der Wahlspruch lautet: MY HOPE IS CONSTANT IN THEE.[46]
- Clanabzeichen: Das Clanabzeichen ist ein Zweig Heidekraut. Diese Pflanze wird auch den anderen Macdonald-Clans und verbundenen Clans wie dem Clan MacIntyre und den Macqueens of Skye zugeschrieben.[47]
- Musikstücke für den Dudelsack: Das Lied Spaidsearachd Mhic Mhic Ailein (übersetzt aus dem schottisch Gälischen: „Clanranalds Marsch“) wird ebenso wie die Stücke Failte Clann Raounil und Cruinneachadh (Gathering) dem Clan zugeschrieben.[44][45]
- Tartan: Ein Tartan war dem Clan in der “Sobieski Stuarts collection of tartans”, auch als das Vestiarium Scoticum bezeichnet, veröffentlicht 1842, zugeschrieben.[29] Heute gilt das Vestiarium als falsch, doch viele der falschen Tartans existieren heute noch als Clan-Tartans.[48]

### Zweige des Clans
Es gibt verschiedene Zweige des Clan Macdonald of Clanranald; dazu gehören die Macdonalds of Glenaladale, die Macdonalds of Kinlochmoidart und die Macdonalds of Boisdale. Die Macdonalds of Glenaladale stammen von John Og, dem zweiten Sohn von John Moidartach, 8. Clanranald. Im gälischen Clann Mhic Ian Oig bezeichnet. Die Macdonalds of Kinlochmoidart stammen von John, dem vierten Sohn von Allan, 9. Clanranald. Die Macdonalds of Boisdale stammen von Donald of Benbecula, 16. Clanranald.
Laut Macdonald und Macdonald stammen die Macdonalds of Knoydart von Allan, 2. Clanranald. Allan gab seinem Sohn Allan, der der Familienvorsteher war, 60 Pennylands auf Knoydart. Ranald, 7. Knoydart, war der letzte aus der Familie der die Ländereien von Knoydart besaß. Etwa 1610 überfielen die Männer von Knoydart die Ländereien von Laggan Auchindoun in Glengarry und infolge der Repressalien verlor die Familie schließlich den Besitz ihrer Ländereien. Ranald soll durch Männer von Glengarry an einem Ort, der heute Rudha Raonuill genannt wird, ermordet worden sein.
Die „Maceachen“ Family of Macdonalds stammt von Hector, dem zweiten Sohn von Roderick, 3. Clanranald (siehe „MacEachan“ in der Liste unten). Hector wurden durch den Lord of the Isles Ländereien auf Kilmalew und weitere in der Grafschaft Morven zugesprochen. Die Maceachens of Howbeg and Glenuig stammen von Ranald, Sohn von Hector 5. Kilmalew. Ranald hat als erster seiner Familie Ländereien auf Uist erhalten. Ein Abschnitt wurde der Familie im 17. Jahrhundert von den Clanranalds überlassen. Im Jahr 1900 gab es laut Angus und Archibald Macdonald Familien mit dem Namen in Arisaig und Uist, diese übernahmen wahrscheinlich im 18. Jahrhundert Nachnamen Macdonald. Die Macdonalds of Morar stammen von Allan, dem ältesten Sohn von Dougall, 6. Clanranald. 1538 erhielten Allan und sein Bruder Lachlan 14 Merklands auf Morar.

### Verbundene Familien oder Sippen
Die folgende Liste enthält Namen, die mit dem Clan Macdonald of Clanranald verbunden sind. Um mit dem Clan in Verbindung gebracht zu werden, müssen die Familien auf dem angestammten Clanranald Land ansässig gewesen oder mit der dem Clan verwandt sein.
| Namen | Bemerkungen |
| Allan, Burke | Allan stammt von Allans Sohn oder Allanson aus den West Highlands, die sich mit Clanranald verbündet hatten und waren als fähige und edle Krieger bekannt. Burkes, die ursprünglich aus Antrim stammen und die sich auf den Ländereien der Clanranalds auf Uist und Benbecula niederließen. |
| Lynn | Nur die von South Uist und Benbecula. Sie leiten ihren Namen von den gälischen Namen O’Fhloinn or O’Loinn ab. Die Lynns und Burkes kamen im Gefolge von Fionnsgoth Burke, Braut von Ranald Mor, 1. Benbecula, in das Land der Clanranalds. |
| MacCellach, MacCulloch (von Mac Cellaigh), MacKelloch, Kelly (von Mac Cellaigh).                                                              | Nur die aus den West Highlands und von den Hebriden, die sich mit den Clanranalds verbündeten. Ihr Name ist von Mac Cellaigh abgeleitet. |
| MacCormick | Nur die im 18. Jahrhundert als Missionare aus Irland nach South Uist kamen. |
| MacCuithein, MacKeithan, MacWhithee, MacQueen (von Mac Cuithein oder MacCuinn).                                                               | Die MacQueens of Benbecula und South Uist sind mit Clanranald und Clan Donald North verbunden. Sie sind ursprünglich MacCuitheins von Skye (Clann ic Cuithein), nicht MacQueens von Skye. Die heute üblicherweise verwendete amerikanische Schreibweise ist MacKeithan. |
| MacDougall | Es gibt nur eine Familie der MacDougall, die mit Clanranald verbunden ist und die stammt von North Uist. Alle anderen MacDougalls sind vom Clan MacDougall. Die Clanranald MacDougalls leiten ihren Namen von Dugald, Sohn des 1. Clanranald. |
| MacEachan, MacGachen, MacGeachie, McGeachie, MacKeachan, MacKechnie, MacKichan, MacAichan, McGechan, McGechaen.                               | Die aus den West Highlands und von den Inseln sind mit den Clanranalds verbunden, außer diejenigen von Islay und Kintyre die mit dem Clan Donald South verbunden sind. Es gibt weitere MacEachan, die mit dem Clan MacLean verbunden sind und von Maclean dem Chief des Clans abstammen. Noch andere MacEachans sind echte MacEachans. Die Clanranald MacEachans leiten ihren Namen von Hector, dem zweiten Sohn von Roderick, 3. Clanranald, ab. |
| MacGillies, Gillis, Gill (von Mac Gille Iosa).                                                                                                | Nur die von South Morar sind mit dem Clanranald verbunden. |
| MacGorrie, Currie/Curry/McCurry/Godfrey/Jeffrey (von Mac Goraidh).                                                                            | Nur die von Benbecula und South Uist sind mit dem Clanranald verbunden. Die von Benbecula und North Uist sind mit dem Clan Donald North verbunden. Die meisten der West Highland und Hebriden Namen wie Currie/Curry/McCurry sind wahrscheinlich von Mac Mhuirich abgeleitet, siehe “MacMhuirich” (unten). |
| MacGowan, Gowan (von Mac a ghobhainn), Smith.                                                                                                 | Nur die aus den West Highlands und von den Inseln sind mit dem Clan Donald North, Clanranald und dem Clan Donald South verbunden. Ihr Name stammt von Mac a ghobhainn („Sohn des Smith“). Es gibt nur eine Familie Smith, die mit dem Clan Donald verbunden ist und wurde auf South Uist gegründet. |
| MacIllimhicall, MacMichael, MacMitchell, Michael/Michaelson/Mitchell/Mitchelson/Carmichael (von Mac Gille Mhicheil; vom Land des Clanranald). | Nur die vom Land des Clanranald sind mit Clanranald verbunden. Die von Islay und Kintyre sind mit dem Clan Donald South verbunden. Ihr Name stammt von Mac Gille Mhicheil („Sohn des Dieners von St. Michael“). |
| MacInnes, MacGinnis | Nur die aus den West Highlands und von den Hebriden sind mit Clanranald, MacDonnell of Glengarry und Clan Donald North and South verbunden sind. |
| MacIntyre, MacEntire, Wright (von Mac an t-saoir).                                                                                            | Die Familie soll vom selben Stamm wie der Clan Donald abstammen. Verbunden mit Clanranald, MacDonnell of Glengarry, Clan Donald North and South. Ihr Name stammt von Mac an t-saoir („Sohn des Zimmermanns“). |
| MacIsaac, MacKessock, Isaacson/Kessock (von Mac Iosaig; from Clanranald lands).                                                               | Die mit dem Clan Donald verbunden sind, stammen ursprünglich von Moidart. Ihr Name stammt von Mac Iosaig. Die von South Uist sind mit Clanranald verbunden; die von North Uist mit dem Clan Donald North; die von Islay und Kintyre mit dem Clan Donald South. |
| MacKenabry | Nur die von Rum. Der Name stammt von Mac Iain Abraich („Sohn von John of Lochaber“). |
| MacLellan, MacClellan, MacGillelan, Gililan (von Mac Gille Fhaolain und von Morar).                                                           | Nur die von South Morar und South Uist sind mit Clanranald verbunden. Die von North Morar sind mit den MacDonnells of Glengarry verbunden; die von Islay und Kintyre mit dem Clan Donald South; die von North Uist mit dem Clan Donald North. |
| MacLulich, MacCulloch (von Mac Lulaich). | Nur die aus den West Highlands, von den Hebriden und aus Antrim sind mit Clan Donald South, Clanranald, und Clan Donald North verbunden sein. Sie leiten ihren Namen von Mac Lulaich („Sohn von Lulach“) ab. Sie haben keine Verbindung mit denen von Eastern Ross. |
| MacManechin, Monk (von Mac Manach). | Nur die von Benbecula sind mit dem Clan Donald North und Clanranald verbunden. Die von North Uist sind mit dem Clan Donald North verbunden. Ihr Name stammt von Mac Manach („Sohn des Mönchs“). |
| MacMhuirich, MacBurie, MacMurrich, MacVurrich, MacWurie, Currie/Curry/MacCurry (von Mac Mhuirich).                                            | Der Name ist unter Clanranald entstanden, ist aber auch mit dem Clan Donald South in Islay, Kintyre, Jura und Antrim verbunden. Die Familie stammt von den Barden des Lords of the Isles und später von Clanranald. Die meisten Namen Currie/Curry/McCurry aus den West Highland und von den Inseln gehören wahrscheinlich zu dieser Gruppe, die anderen leiten sich von Mac Goraidh ab (siehe “MacGorrie” oben).                                 |
| MacQuilly | Die von Eigg sind mit Clanranald verbunden. Ihr Name stammt von Mac Choiligh („Sohn des Hahns“). |
| MacRuairi, MacRory, MacRury MacCrory, Rorieson, Rory (von Mac Ruairidh).                                                                      | Die aus den West Highlands und von den Inseln sind mit Clanranald, dem Clan Donald South und dem Clan Donald North verbunden. |
| MacVarish, MacWarish, MacMoris. | Nur die von Moidart. Ihr Name leitet sich von Mac Bharrais ab. |
| Park | Nur Parks aus den West Highlands und den Inseln oder Antrim die ursprünglich zum Chlann ic Phairce gehörten sind mit dem Clan Donald verbunden. Laut dem Clan Donald USA Inc., hat nur einer von zwanzig Parks in den USA eine Verbindung zum Clan Donald. Nur die von South Uist sind mit Clanranald verbunden. |

## Bibliographien
- Robert Bain: The Clans and Tartans of Scotland. Hrsg.: Margaret O MacDougall. Collins, Glasgow 1983, ISBN 0-00-411117-6.
- Michael Brown: The Wars of Scotland, 1214–1371. illustrated Auflage. Edinburgh University Press, 2004, ISBN 0-7486-1238-6.
- Lucille H Campey: After the Hour: The Scottish Pioneers of Nova Scotia and Cape Breton 1773–1852. 2nd Auflage. National Heritage Books, Toronto 2007, ISBN 978-1-55002-770-9.
- Lucille H Campey: An Unstoppable Force: The Scottish Exodus to Canada. National Heritage Books, Toronto 2008, ISBN 978-1-55002-811-9.
- Seán Duffy (Hrsg.): The World of the Galloglass: War and Society in the North Sea Region, 1150–1600. Four Courts Press, Dublin 2007, ISBN 978-1-85182-946-0.
- George Eyre-Todd: The Highland clans of Scotland; their History and Traditions. Band 1. D. Appleton, New York 1923 (Online).
- George Eyre-Todd: The Highland clans of Scotland; their History and Traditions. Band 2. D. Appleton, New York 1923 (Online).
- Angus Macdonald, Archibald Macdonald: The Clan Donald. Band 2. The Northern Counties Publishing, Inverness 1900 (Online).
- Angus Macdonald, Archibald Macdonald: The Clan Donald. Band 3. The Northern Counties Publishing, Inverness 1900 (Online).
- Donald MacKay: Scotland farewell: The people of the Hector. 3, illustrated Auflage. Dundurn Press, 1996, ISBN 1-896219-12-8.
- Alexander Mackenzie: The Macdonalds of Clanranald. A. &  W. Mackenzie, 1881 (Google Books).
- Stuart Reid: The Scottish Jacobite Army 1745–46 (= Elite series #149). Osprey Publishing, 2006, ISBN 1-84603-073-0.
- John Leonard Roberts: Feuds, Forays and Rebellions: History of the Highland Clans, 1475–1625. Edinburgh University Press, 1999, ISBN 0-7486-6244-8.
- John Leonard Roberts: The Jacobite Wars: Scotland and the Military Campaigns of 1715 and 1745. Edinburgh University Press, Edinburgh 2002, ISBN 1-902930-29-0.
- Donald Calder Stewart, J. Charles Thompson: Scotland's Forged Tartans. Hrsg.: James Scarlett. Paul Harris Publishing, Edinburgh 1980, ISBN 0-904505-67-7.
- George Way, Romilly Squire: Clans & Tartans. HarperCollins, Glasgow 2000, ISBN 0-00-472501-8.